# Кафедральный собор Мариестада
Кафедральный собор Мариестада (швед. Mariestads domkyrka) — в настоящее время приходская церковь Мариестада, Церковь Швеции. Являлась кафедральной церковью суперинтенденции, пока в 1648 года данная церковная структура не была реорганизована. Однако как и за Кальмарским собором за церковью сохранилось наименование кафедрального собора.
Мариестад был основан в 1583 году герцогом Карлом. Уже через два года город стал епархиальным центром. Строительство собора началось в 1593 году в традиционном готическом стиле. Архитектурной особенностью здания, в отличие от других готических церквей, является то, что оно состоит только из широкого нефа, что более удобно для проповедей, которые стали важной частью богослужений в период Реформации. Современные кафедра и алтарь были созданы после пожара 1693 года.

## Галерея
- Южный фасад